# Utilisation de l'obsidienne en Mésoamérique
 (septembre 2013).
Améliorez-le ou discutez des points à vérifier. 

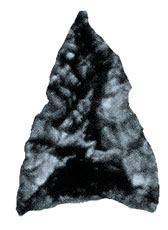
Pointe lithique en obsidienne.

L'utilisation de l'obsidienne a revêtu une importance particulière pour les cultures précolombiennes de Mésoamérique.
L'obsidienne est une roche volcanique vitreuse qui peut être de couleur noire, grise, vert foncé ou rouge. Elle était intégrée à la fois à la vie quotidienne et à la vie rituelle : elle était utilisée principalement pour réaliser des armes et des outils tranchants, en raison de sa dureté et de la finesse des arêtes de ses cassures, mais aussi pour sculpter des objets rituels ou de luxe (effigies, parures, vases, miroirs), en raison de son apparence. L'importance de sa diffusion et la variété de son utilisation sont considérées comme une raison significative du faible développement de la métallurgie en Mésoamérique.
Pour les archéologues, l'analyse des industries lithiques en obsidienne est une source d'information sur l'économie, l'organisation technique, le commerce à longue distance, l'organisation rituelle et la structure socio-culturelle des anciennes cultures mésoaméricaines.

## Technique de taille

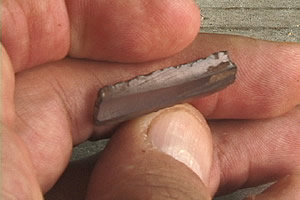
Un fragment de lame prismatique en obsidienne provenant du site maya de Chunchucmil

Grâce à sa structure amorphe, l'obsidienne est relativement facile à tailler, puisqu'elle casse de façon prévisible et contrôlée par fractures conchoïdales. Cela a favorisé son utilisation à travers la Mésoamérique.
L'obsidienne a pu être prélevée en carrières, sous forme de galets dans les lits de rivières ou au sein d'affleurements rocheux. Après une éventuelle phase de décorticage, des outils unifaciaux, bifaciaux ou de simples éclats ont pu être produits. Des techniques de piquetage, de broyage et de découpe ont pu aussi être employées pour produire des figurines, des bijoux ou d'autres types d'objets. La production de lames prismatiques par débitage aux dépens de nucléus était présente dans toute la Mésoamérique.
Les techniques de taille utilisées actuellement par les expérimentateurs, sont largement basées sur des codex précolombiens, mais aussi sur les transcriptions de témoignages et sur les écrits des explorateurs espagnols. L'observateur espagnol Motolinia au XVIe siècle a laissé ce récit sur la production de lames prismatiques : « D'abord ils façonnent un couteau de pierre (nucleus d'obsidienne), lequel est noir comme le jais et mesure 20 centimètres ou légèrement moins en longueur, et ils le rendent cylindrique et aussi épais qu'un mollet, et ils placent la pierre entre les pieds, et avec un bâton ils appliquent la force aux bords de la pierre, et à chaque impulsion ils produisent un petit fragment de couteau avec un fil comme celui d'un rasoir. »
Comme la répartition des mines d'obsidienne en Mésoamérique était généralement limitée, beaucoup de zones et de sites n'ont pas de mine ou d'accès direct à cette ressource. 

## Sources d'obsidiennes

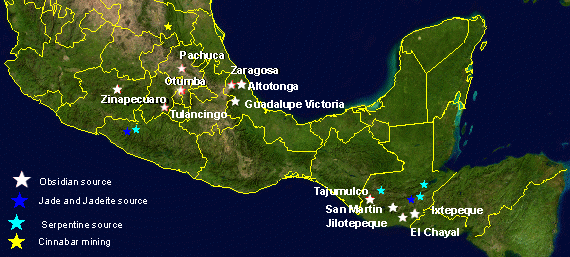
Carte montrant certaines des principales sources d'obsidiennes en Amérique

Les sources d'obsidiennes en Mésoamérique sont limitées en nombre et en répartition. Elles sont confinées aux régions de la cordillère néovolcanique, de la Sierra Madre orientale et de la Sierra Madre de Chiapas, dans le centre du Mexique et au Guatemala. Ces ressources sont cependant très abondantes dans les ensembles archéologiques et leur origine peut être retracée par leurs propriétés physiques et géologiques.
Sidrys et ses collègues ont montré qu'une zone de source d'obsidienne comporte plusieurs affleurements d'obsidienne, limités dans leur étendue, qui peuvent ou non avoir des caractéristiques chimiques communes et peuvent avoir été utilisées ou non par l'Homme. Michael D. Glascock, directeur de recherche de l'Université de Missouri (qui réalise des analyses par activation neutronique), a divisé la Mésoamérique en neuf sous-régions avec une ou plusieurs sources d'obsidienne chacune. Même si ces subdivisions sont efficaces pour la systématisation des caractéristiques et permettent une meilleure représentation de la distribution des sources, elles demeurent expérimentales. Ce sont les suivantes :
- Zaragoza (comprenant les carrières de Zaragoza et Altotonga), dans le sud des basses terres du golfe du Mexique) ;
- Orizaba (comprenant les sources du Pic d'Orizaba, de Guadalupe Victoria et Derrumbadas), dans le sud des basses terres du golfe de Mexique ;
- Paredon (sources de Paredón (es) et Santa Elena ), localisation dans le Chiapas à vérifier[Où ?] ;
- Otumba (Otumba et Malpais), dans les hautes terres du centre du Mexique ;
- Tulancingo (Tulancingo et Tepalcingo), dans les hautes terres du centre du Mexique ;
- Pachuca (plusieurs carrières), dans les hautes terres du centre du Mexique ;
- Zacualtipan (Zacualtipán, une seule source), dans les hautes terres du centre du Mexique ;
- Ucareo (Ucareo et Zinapécuaro) source la plus importante dans l'ouest du Mexique (dans le Michoacán).
- La région guatémaltèque qui comprend des sources situées dans les hautes terres du Guatemala. Tajumulco, El Chayal, Ixtepeque et San Martín Jilotepeque sont les sources les connues au Guatemala et sont communément exploitée dans la Mésoamérique précolombienne. En fait, la plupart des obsidiennes que l'on trouve dans les sites mayas et olmèques sont originaires de ces sources.

Les sources de la vallée de Mexico, qui tombent sous le contrôle de Teotihuacan durant le classique ancien, sont celles de Pachuca, Otumba et Chicoloapan. L'obsidienne de Pachuca est notable du fait sa couleur verte translucide et sa pureté qui en fait une des sources d'obsidienne de qualité en Mésoamérique. Elle était très recherchée et largement échangée. L'obsidienne verte se rencontre également dans la zone de Tulancingo, mais elle se distingue de celle de Pachuca du fait de son opacité interne (elle est d'un vert plus laiteux ou plus sombre).
Une recherche a été menée pour analyser les sources de la région guatémaltèque. Comme mentionné précédemment, la région guatémaltèque comprend les sources d'El Chayal, Ixtepeque et San Martin Jilotepeque. Les obsidiennes du Guatemala sont largement utilisées en Mésoamérique et on en trouve jusqu'au nord dans la péninsule du Yucatán, empruntant le réseau commercial bien développé de longues distances de la majeure partie de la région maya. Des sources nouvelles ont été proposées. Ce sont celles de Jalapa et Sansare. Cependant, la région d'El Chayal est souvent considérée comme englobant ces deux dernières. La culture pré-classique de Monte Alto et les cultures olmèques utilisaient également la source du volcan Tajumulco, dans le sud-est du Guatemala, une source qui était quasiment oubliée durant les périodes classiques et post-classiques.

## Méthodes d'analyse

### Analyse des éléments traces
L'obsidienne, verre volcanique, provient de plusieurs sources géologiques en Mésoamérique. Chacune de ces sources possède une signature caractéristique d'éléments traces qui varient en pourcentage selon les circonstances particulières de la formation de leur source. L'analyse par activation neutronique (NAA) et la spectrométrie de fluorescence X (XRF) sont deux méthodes d'analyse utilisées pour identifier la nature et la quantité d'éléments sous forme de traces. Ces données sont comparées de manière statistique aux données disponibles pour les sources connues.

### Recherche visuelle des sources
La recherche visuelle des sources est le procédé par lequel la source d'objets taillés en obsidienne est déterminée par l'analyse non seulement de leur apparence visuelle mais aussi leurs caractéristiques physiques, telles que la texture de surface, la réflexion à la lumière, l'opacité interne, etc.
Même s'il n'est pas aussi fiable que l'analyse des éléments traces et s'il dépend de l'expérience du chercheur, la recherche visuelle des sources possède un certain nombre d'avantages. D'abord, c'est un procédé peu coûteux qui permet l'analyse d'assemblages de pièces en obsidienne. L'analyse d'éléments traces, quant à elle, permet l'analyse d'un seul échantillon, de préférence celui qui est statistiquement représentatif.

### Hydratation de l'obsidienne
L'hydratation de l'obsidienne est une méthode qui permet la datation relative ou absolue d'un échantillon d'obsidienne. Le degré d'hydratation (c'est-à-dire la quantité d'eau absorbée dans le matériau) observé indique pendant combien de temps la surface de l'obsidienne a été exposée à l'air. Toutefois la datation par hydratation d'obsidienne n'est pas toujours fiable. Le taux d'hydratation peut varier énormément en fonction des précipitations annuelles et des niveaux d'humidité, entre autres facteurs, et en fonction de la variation de ces facteurs depuis que l'échantillon a été produit (ou la façon dont ils varient si l'échantillon a été déplacé d'une zone écologique à l'autre).

## Commerce
La relation spécifique entre le lieu de formation de l'obsidienne d'une part, son apparence et ses propriétés géochimiques d'autre part, fait de ce matériau un excellent marqueur pour étudier le commerce à longue distance. L'origine des vestiges en obsidienne taillée peut être déterminée par les analyses visuelles ou la recherche d'éléments traces.
Il est clairement établi que l'obsidienne était un matériau important dans les économies de la Mésoamérique précolombienne ; elle était omniprésente à travers la région et on la trouve dans les ensembles archéologiques de toutes les cultures et de toutes les périodes. Le faible encombrement de l'obsidienne lors de son transport et la grande quantité d'objets utiles qui peuvent être produits à partir d'une petite quantité de matériau sont des avantages qui ont contribué grandement à l'étendue de son utilisation.
À titre d'exemple, de l'obsidienne de Pachuca, provenant du centre du Mexique (région de l'actuelle ville de Mexico), d'une zone sous le contrôle de Teotihuacan, a été mise au jour dans la zone maya dans des occupations datant du classique ancien. Alors que les Mayas avaient accès à un certain nombre de sources d'obsidienne plus proches, dont la source principale d'El Chayal, l'obsidienne de Pachuca restait un bien commercial important.
Les Olmèques de la côte du golfe utilisaient également l'obsidienne d'El Chayal au Guatemala . On ne sait pas si le commerce de l'obsidienne étrangère a contribué à la croissance des régimes politiques mayas ou s'il a simplement servi de monnaie d'échange de produits plus prisés ou de travail humain. Généralement, l'obsidienne entre dans la zone maya via les lieux centraux tel que Tikal, Uaxactun et Palenque. Les objets taillés et les outils d'obsidienne sont redistribués vers des centres et des communautés plus petits et potentiellement dépendants. Ceci est indiqué par l'absence de sous-produits de débitage, dont les nucléus polyédriques, les éclats corticaux et les grands éclats au sein des occupations rurales.
L'obsidienne était généralement transportée le long des routes commerciales côtières. La route commerciale circum-péninsulaire qui reliait le sud-ouest de la zone maya à la côte du golfe du Mexique était de première importance. Les exemples de preuves archéologiques comprennent la plus grande quantité d'obsidienne trouvée dans les sites côtiers, tels que les petites habitations insulaires au large de la côte du Belize, dans des gisements alors situés à l'intérieur des terres.

## Usage
L'obsidienne, appelée itztli en nahuatl, a été trouvée dans presque tous les sites archéologiques mésoaméricains. Les objets fabriqués à partir de ce matériau ont à la fois un usage utilitaire et rituel. 

### Rôle utilitaire

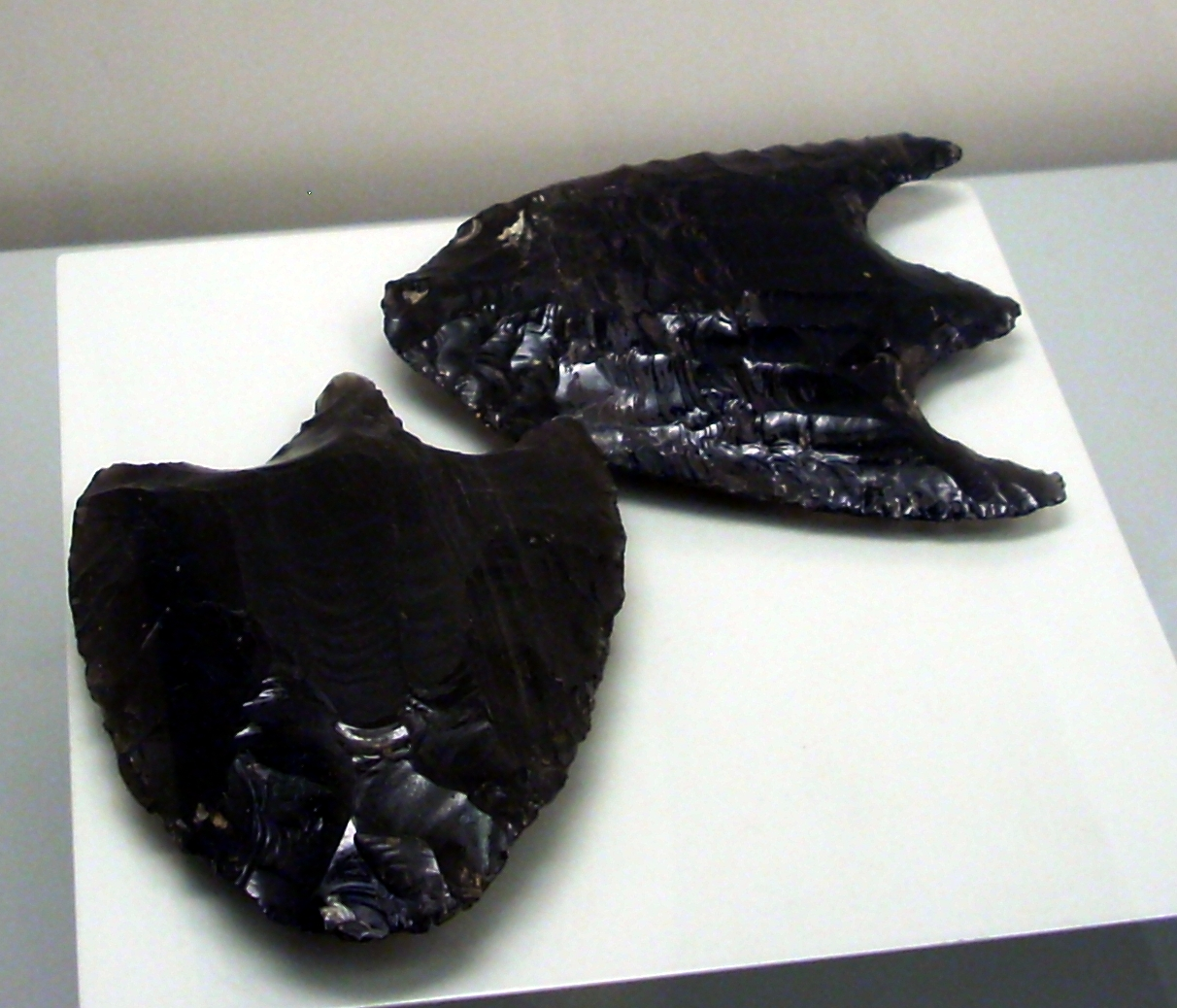
Pointes de lance, retrouvées dans une offrande de la cité maya de Palenque (Musée de l'Amérique, Madrid).

Dans plusieurs régions, l'obsidienne était disponible dans tous les foyers, sans distinction de statut socio-économique. Elle était utilisée pour la chasse, l'agriculture, la préparation des aliments et de nombreuses autres activités quotidiennes.
L'obsidienne était taillée pour obtenir une grande variété de formes d'outils, dont des couteaux, des pointes de projectiles et de lances, des lames prismatiques, des bifaces et des éclats. Les lames ont été trouvées in situ avec des restes de lapin, de rongeurs et de mollusques, indiquant leur utilisation en boucherie. L'usage pratique de l'obsidienne est évident sachant que ce matériau peut être utilisé pour produire des tranchants extrêmement aigus.

### Rôle idéologique

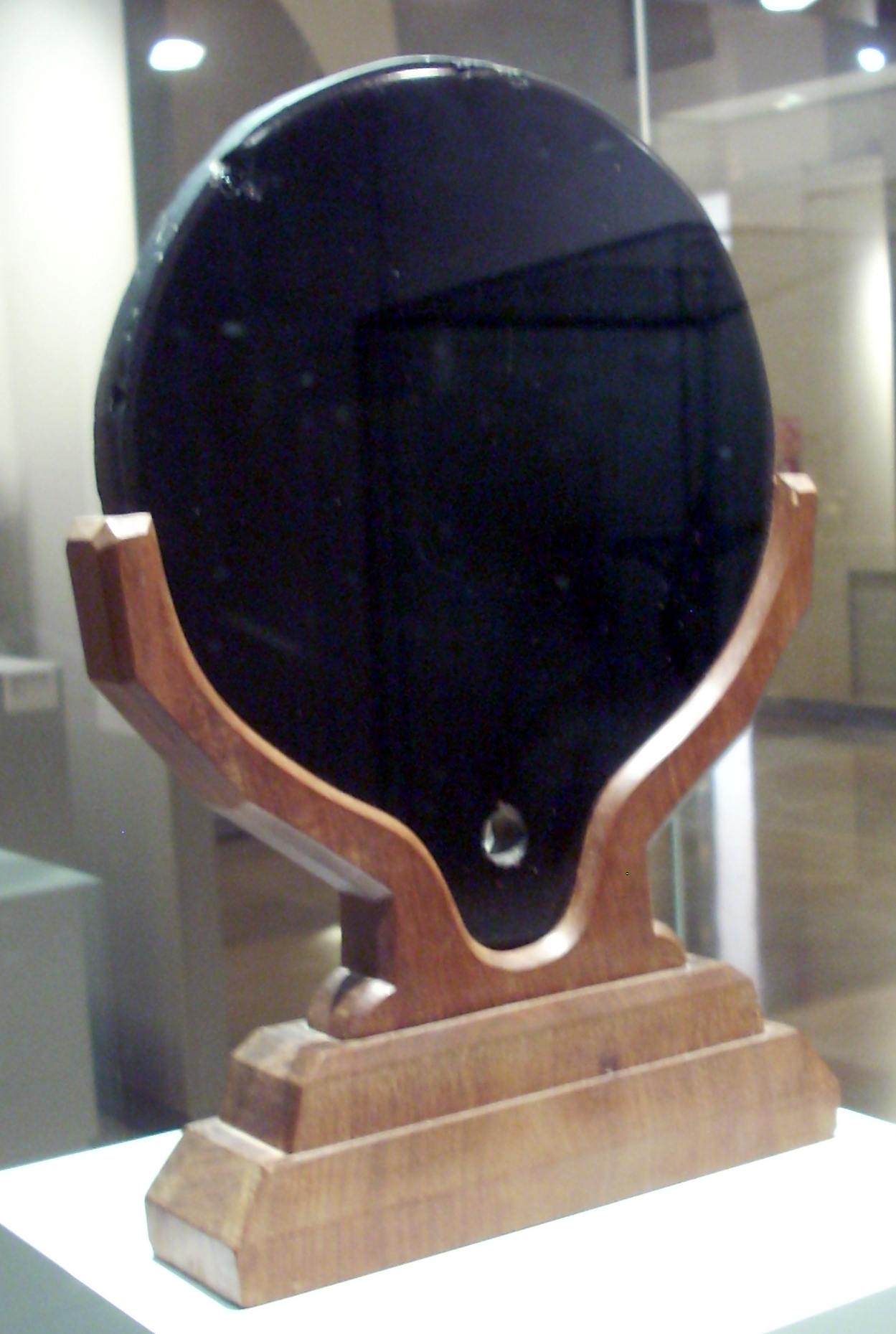
Miroir aztèque en obsidienne (Musée de l'Amérique, Madrid). Ce type de miroir était fréquemment utilisé pour prédire l'avenir.

L'obsidienne était aussi utilisée dans des contextes non-utilitaires variés. Les objets fabriqués à partir d'obsidienne étaient utilisés comme présents funéraires, lors des sacrifices et dans l'art. Certaines formes non-utilitaires comprenaient des effigies miniatures anthropomorphes, bobines pour les oreilles, des labrets comportant des ouvrages en or et turquoises, des figurines découpées zoomorphes, des perles, des vases et des fragments de masques.
L'obsidienne était fréquemment utilisée dans les activités d'autosacrifice ritualisé (saignée), substituant l'épine de raie. Son association avec cet acte de saignée est importante, car il est soutenu par certains chercheurs que l'obsidienne était considérée comme un type de sang provenant de la terre. Son utilisation dans le cadre de l'autosacrifice est donc particulièrement symbolique. Les objets fabriqués étaient souvent enterrés dans les tombes des classes supérieures comme dépôt.
On trouve des produits de débitage d'obsidienne en grand nombre dans ces tombes en plus des preuves de son utilisation dans les temples : dévouement, potlachs ou offrandes. Par exemple, des éclats ont été trouvés en association avec des offrandes de stèles relatives à des dieux spécifiques sur le site maya de Tikal. Son usage ritualisé n'est pas limité à des contextes politiques et religieux de l'élite et il a été clairement utilisé dans les rituels domestiques et ménagers ordinaires.

## Représentation dans l'art et l'écriture
La plupart des preuves archéologiques soutenant les nombreuses théories sur l'utilisation de l'obsidienne en Mésoamérique viennent des œuvres d'art de la région. Ces œuvres sont considérées dans de nombreuses formes mentionnées plus haut comme les figurines d'obsidienne, des écarteurs, des perles et des vases.
Certaines des représentations d'obsidienne les plus significatives associent le saignement et la guerre. Un des exemples comprend le macuahuitl, une large batte en bois portant sur ses bords des lames prismatiques d'obsidienne. Ces armes sont principalement utilisées dans les rituels guerriers datant du post-classique. Les représentations plus anciennes de l'obsidienne sont en général réduites à leur apparence comme les rasoirs, et il est généralement admis que le matériau n'est pas associé avec les armes telles que les bâtons avant des périodes plus tardives en Mésoamérique.
Dans le système d'écriture aztèque, une lame prismatique incurvée représente la valeur phonétique itz  et conduit au terme itztli.

## Valeur
L'obsidienne est largement répartie à travers la Mésoamérique grâce aux échanges. Son importance pour les sociétés mésoaméricaines a été comparée à la valeur et l'importance de l'acier des civilisations modernes. Cependant, l'archéologie fournit des preuves variées de la valeur individuelle accordée à l'obsidienne. Par exemple, durant la période du préclassique, l'obsidienne était un objet rare dans les terres basses, que l'on trouve de manière prédominante chez les élites et dans des contextes de rituels. Dans de nombreux sites archéologiques mayas l'obsidienne se rencontre également le plus souvent dans un cadre privilégié. Au cours de la période classique récente, l'obsidienne devient de plus en plus accessible aux classes inférieures de la civilisation maya. Néanmoins, l'élite maya continue à rester en possession de la plus prestigieuse, l'obsidienne verte de Teotihuacan.